# Gepringbach
Der Gepringbach (auch die Gepring) ist ein linksufriger Zufluss der Kainach im österreichischen Bundesland Steiermark. Der Bach entspringt in der Gemeinde Seiersberg-Pirka, durchfließt den Kaiserwald und mündet als Horätzbach in die Kainach.

## Name
Im Jahr 1448 wird der Bach in einer Urkunde als Koprein bezeichnet. Der Name leitet sich vom slawischen koprivna für 'Nesselgegend' ab.

## Verlauf

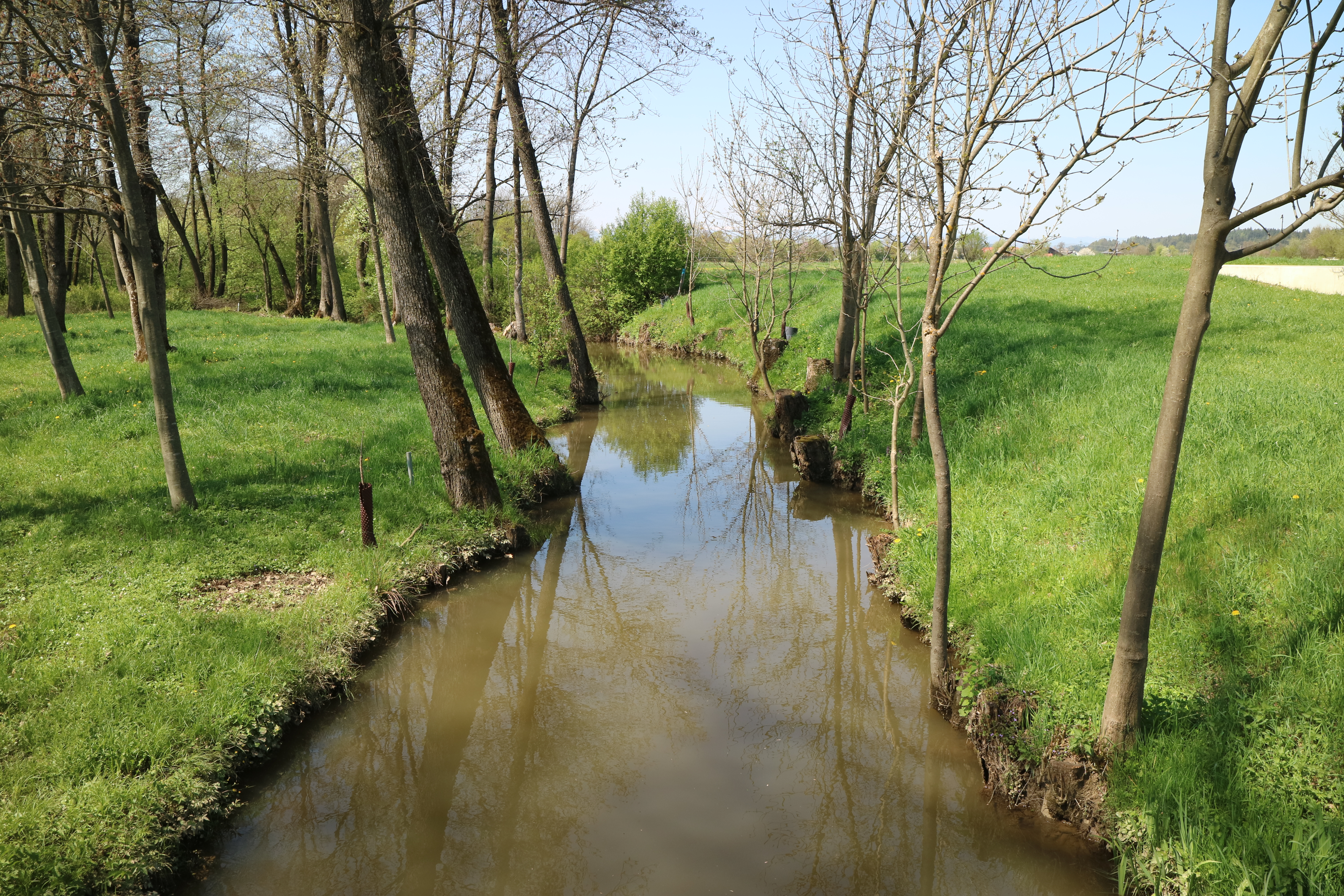
Horätzbach bei Dietersdorf

Die Quelle des Gepringbaches liegt auf einer Wiese im Ortsteil Gedersberg an der Südabdachung des Plabutsch-Buchkogelzuges. Nach dem Siedlungsgebiet durchquert der Bach den Hagenbuch- und Bischofeggwald und tritt an der Packer Straße westlich vom Windorfer Teich in den Kaiserwald ein. Auf nahezu naturbelassenem Verlauf durchquert der Gepringbach die Trassen von GKB und Süd Autobahn sowie ein Hochwasserrückhaltebecken (Gründlandbiotop), ehe er den Wald verlässt und die Gemeinde Dobl-Zwaring erreicht. Die nächsten gut 2 km ist der Bachlauf reguliert.
Der Horätzbach, wie das Fließgewässer ab Dobl-Unterberg heißt, verläuft großteils parallel zur Kainach über Landwirtschaftsflächen und passiert am Kainachboden die Dörfer Fading und Dietersdorf. Südwestlich von Zwaring mündet er in die Kainach.

## Hydrologie und Hydrogeologie
Der Gepringbach ist neben dem Poniglbach das bedeutendste natürliche Gewässer der Kaiserwaldterrasse. Beide Bäche tragen zur Grundwasseranreicherung bei, den Nachweis dafür lieferten am Gepringbach hydrochemische Untersuchungen. Im Gegensatz zum Poniglbach schneidet er sich nicht nur in den Schotterkörper, sondern auch den tertiären Untergrund ein. Bei der Autobahnunterquerung ist der Bach etwa 10 m, bei Dobl bereits 17 m tief eingeschnitten.
Am Unterlauf kommt es gelegentlich zu Überschwemmungen, die mit jenen der Kainach interagieren. Für ein fünfjährliches Hochwasser (HQ5) wurde eine Abflussmenge von 9,3 m³/s modelliert, der Wert für HQ100 wurde mit 29,2 m³/s ermittelt.

## Fauna
Der Gepringbach zeigt vor allem im Kaiserwald einen weitgehend naturnahen, mäandrierenden Bachlauf, der einige Wassertiere beheimatet. Auf dem Grund leben dort Strudelwürmer, Köcherfliegenlarven und Bachflohkrebs. Daneben kommen die Fischarten Bachsaibling, Bachforelle und Bachneunauge vor. Die für Fließgewässer typischen Arten der Prachtlibellen und Flussjungfern finden ebenso einen geeigneten Lebensraum vor.
Zwischen Unterpremstätten und Dobl wurde 1981 eine Fläche von 6,5 ha als „artenreicher extensiv genutzter Gründlandbiotop“ unter Schutz gestellt.
Im Juni 2014 kam es zu einem Großbrand im Altstoffverwertungszentrum der Saubermacher Dienstleistungs AG in Unterpremstätten, das in unmittelbarer Nähe zum Bachufer liegt. Bei der Brandbekämpfung gelangte Löschwasser in den Gepringbach, was die Bildung von bis zu 2 m hohen Schaumkronen zur Folge hatte. Der Sauerstoffmangel führte zu einem Fischsterben.